# Odo delle Colonne
Odo celle Colonne (ou Oddo, ou Oddus de Columna) (né à Messine) était un poète italien actif en Sicile au XIIIe siècle, c'était aussi un poète de l'école sicilienne.

## Biographie
On en connait peu sur sa vie, Odo celle Colonne était certainement un des disciples de Frédéric II de Sicile, et fonctionnaire de sa cour. Il était probablement originaire de Messine, il était aussi probablement un parent de Guido delle Colonne. Il rejoignait le mouvement littéraires des poètes de l'École sicilienne.

## Œuvre
Deux chants lui sont attribués :
- Oi lassa 'nnamorata
- Distretto core e amoruso

## Source de la traduction
- (it) Cet article est partiellement ou en totalité issu de l’article de Wikipédia en italien intitulé « Odo delle Colonne » (voir la liste des auteurs).